# USS Anacapa (AG-49)
USS Anacapa (AG-49) – amerykański statek-pułapka używany przez United States Navy. Nosił nazwę pochodzącą od wyspy Anacapa leżącej w pobliżu wybrzeża Kalifornii.

## Służba
Jednostka została zbudowana w 1919 w Wilmington, Delaware jako frachtowiec parowy. Nosił w czasie służby kilka nazw w tym „Castle Town” (1919), „Lumbertown” (1936) i „Coos Bay” (1942). Przed nabyciem przez US Navy operował jako drewnowiec w służbie Coos Bay Lumber Co. Został nabyty przez Marynarkę 20 czerwca 1942 roku i przebudowany do służby jako statek-pułapka. Wszedł do służby 31 sierpnia 1942 jako USS "Anacapa" (AG-49), pierwszym dowódcą został Lt. Comdr. (kmdr ppor.)  Albert M. Wright. Okręt został przerobiony w ramach projektu "Love William", w ramach którego miał udawać statek handlowy, mając jednocześnie ukrytą broń przygotowaną do ostrzelania okrętu podwodnego.

## Służba na Pacyfiku w czasie II wojny światowej
Okręt został obsadzony przez personel US Navy, ale wszyscy członkowie otrzymali dokumenty marynarzy floty handlowej. Okręt pływał w pobliżu zachodniego wybrzeża USA jako wabik mający zwrócić uwagę wrogich okrętów podwodnych. Podobnie jak inne statki-pułapki przewoził puste beczki na ropę i drewno udające ładunek oraz zapewniające dodatkową pływalność w razie storpedowania. "Anacapa" nie odniosła sukcesów w prowokowaniu japońskich okrętów podwodnych. 6 października 1943 okręt ratował rozbitków ze storpedowanego przez okręt podwodny I-25 zbiornikowca „Larry Doheney” w pobliżu Mendocino. Sądzi się także, że uszkodził dwa własne okręty podwodne bombami głębinowymi, gdy te niezgodnie z planami operowały w jego obszarze działania. Podczas patroli służył także jako okręt rozpoznania meteorologicznego.
W październiku 1943 roku US Navy zakończyło wykorzystywanie statków-pułapek. Służył do końca wojny jako uzbrojony transportowiec. Uzbrojenie zredukowano do czterech dział plot. kalibru 76 mm i pięciu 20 mm. Bazując najpierw w Pearl Harbor a później Anchorage, pływał na Tarawę, Saipan, Guam, Ulithi, Truk, Nukufetau, Adak, Attu i Dutch Harbor.
Jednostka została zbudowana z relatywnie małym zanurzeniem i płaskim dnem pozwalającym pływać daleko w górę rzek w Oregonie i Waszyngtonie by ładować drewno, co powodowało, że rejsy po otwartym oceanie były utrudnione. Mimo to niewielkie zanurzenie okazało się przydatne w trakcie kampanii żabich skoków na południowym Pacyfiku, pozwalało bowiem na dostarczanie towarów na wyspy wyposażonych jedynie w prymitywne porty. Był często pierwszym okrętem dostarczającym zaopatrzenie dla marines, gdy walki na wyspie ucichły.

## Wycofanie ze służby

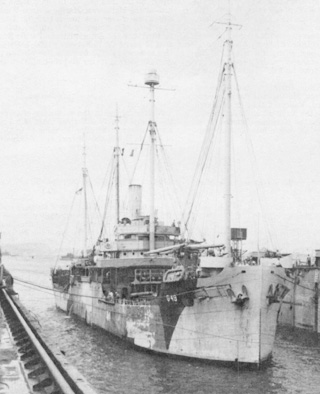
Ukrycie dział kal. 76 mm w pobliżu kotwic

„Anacapa” wrócił do San Francisco w marcu 1946 roku, gdzie 21 marca został wycofany ze służby, a 12 kwietnia skreślony z listy floty,. 30 stycznia 1947 roku został sprzedany cywilnemu armatorowi i później pełnił służbę jako statek handlowy. Początkowo wrócił do starej nazwy "Coos Bay" (1946), później przemianowany na „George Olson” w 1947. Rozbity na brzegu, zatonął w czasie transportowania drewna na Columbia River 30 stycznia 1964.